# 全日本中学校長会
全日本中学校長会（ぜんにほんちゅうがっこうちょうかい）は、東京都に本部を置く国公立の中学校、義務教育学校中学部、中等教育学校前期課程、特別支援学校中等部の校長、教育機関の代表者等の団体である。

## 概要
- 目的　中等教育に関する調査研究、振興
- 事務局所在地　東京都港区西新橋1-22-13　全日本中学校長会館